# Makoto Furukawa
Makoto Furukawa (古川 慎, Furukawa Makoto) (古川 慎 , Furukawa Makoto?) és un seiyu japonès afiliat amb Space Craft Group, és conegut per interpretar la veu de Saitama en la sèrie One-Punch Man.

## Filmografia
| Anime       | Anime                                                               | Anime                | Anime     |
| Any         | Títol                                                               | Paper                | Notes     |
| ----------- | ------------------------------------------------------------------- | -------------------- | --------- |
| 2012        | Hidamari Sketch x Honeycomb                                         | Yoshio               |           |
| 2013        | Gaist Crasher                                                       | Shiren Quartzheart   |           |
| 2013        | Golden Time                                                         | Banri Tada           |           |
| 2013        | Log Horizon                                                         | Smoking Thunder      |           |
| 2013        | Kami-sama no Inai Nichiyōbi                                         | Menhim               |           |
| 2013        | To Aru Kagaku No Railgun                                            | Kenji Madarame       |           |
| 2014        | Aldnoah. Zero                                                       | Shigō Kakei          |           |
| 2014        | Seirei Tsukai No Bladedance                                         | Kamito Kazehaya      |           |
| 2014        | Haikyū!!                                                            | Iūtarō Kindaichi     |           |
| 2015        | Haikyū!! 2                                                          | Iūtarō Kindaichi     |           |
| 2015        | Aldnoah. Zero 2.                                                    | Shigō Kakei          |           |
| 2015        | Dungeon ni Deai o Motomeru no wa Machigatteiru Donarō ca?           | Miach                |           |
| 2015        | High School DxD BORN                                                | Diodora Astaroth     |           |
| 2015        | Mikagura Gakuen Kumikyoku                                           | Sadamatsu Minatogawa |           |
| 2015        | One-Punch Man                                                       | Saitama              |           |
| 2015        | Arslan Senki                                                        | Kirus                |           |
| 2015        | Tai-Madō Gakuen 35 Shiken Shōtai                                    | Reima Tenmyōji       |           |
| 2015        | Charlotte                                                           | Chida                |           |
| 2016        | Oshiete! Galko-chan                                                 | Bomuo                |           |
| 2016        | PuriPara                                                            | Ham                  |           |
| 2016        | Bubuki Buranki                                                      | Ignat Bosporus       |           |
| 2016        | Bubuki Buranki: Hoshi no Kyojin                                     | Ignat Bosporus       |           |
| 2016        | Active Raid: Kidou Kyoushuushitsu Dai Hachi Gakari                  | Benuu                |           |
| 2016        | Handa-kun                                                           | Kōtarō Higashino     |           |
| 2016        | Taboo Tattoo                                                        | Justice Akatsuka     |           |
| 2016        | Orange                                                              | Hiroto Suwa          |           |
| 2016        | Saiki Kusuo no Psi-nan                                              | Fantasma             |           |
| 2016        | 91 Days                                                             | Arturo Tronc         |           |
| 2016        | Digimon Universe: Appli Monsters                                    | Iūjin Ōzora          |           |
| 2016        | Trickster: Edogawa Rampo 'Shōnen Tantei-donen' Yori                 | Hisashi Ōtom         |           |
| 2016        | Touken Ranbu Hanamaru                                               | Ookurikara           |           |
| 2017        | ACCA: 13-ku Kansatsu-ca                                             | Biscuit              | Ep. 4     |
| 2017        | One Piece                                                           | Sappa                | Ep. 780-? |
| 2017        | Chiruran: Nibun no Ichi                                             | Tōdō Heisuke         |           |
| 2017        | Tsuki ga Kirei                                                      | Atsushi Kasai        | Ep. 9     |
| 2017        | Katsugeki: Touken Ranbu                                             | Ookurikara           |           |
| 2018        | Hōshin Engi                                                         | Nataku               |           |
| Pel·lícules |                                                                     |                      |           |
| Any         | Títol                                                               | Paper                | Notes     |
| 2013        | Aura: Maryuuin Kouga Saigo no Tatakai                               | Kobayashi            |           |
| 2016        | Orange: Mirai                                                       | Hiroto Suwa          |           |
| Tokusatsu   |                                                                     |                      |           |
| Any         | Títol                                                               | Paper                | Notes     |
| 2015        | Kamen Rider Ghost                                                   | Katana Ganma         | Ep. 13    |
| 2016        | Shuriken Sentai Ninninger vs. ToQger the Movie: Ninja in Wonderland | Akaninger Fosc       |           |
| Videojocs   |                                                                     |                      |           |
| Any         | Títol                                                               | Paper                | Notes     |
| 2011        | THE idolm@ster: SideM                                               | Asselin BB II        |           |
| 2015        | Touken Ranbu                                                        | Ookurikara           |           |
| 2016        | Shin Sangoku Musou Eiketsuden                                       | Lei Bin              |           |
| 2016        | IDOLiSH 7                                                           | Okazaki Rinto        |           |